# 居飛車
居飛車（いびしゃ）は、将棋における戦法の二大分類の一つ。序盤において、初形で右翼にある大駒の飛車を定位置（先手は2筋、後手は8筋）のまま据えて戦うこと。これに対して序盤で飛車を中央より左に展開する指し方は振り飛車と呼ばれ、将棋における戦法は大きく分けてこの2つに分類される。
対する相手の指し方により、両対局者が共に居飛車を採用する相居飛車と、振り飛車を相手にする対振り飛車（対抗型）に大別される。

## 概要
序盤において飛車を初期位置である2筋（後手の場合は8筋）、あるいはその周辺の右翼に配置して戦うという、振り飛車に比べると自然な発想の戦法である。飛車を3筋（後手番では7筋）や4筋（後手番では6筋）に振る袖飛車や右四間飛車なども、一般的には振り飛車ではなく概ね居飛車として大別される事が多い。玉の囲いには主に相居飛車で用いられる矢倉・雁木・左美濃（対抗形でも見られる）、対抗形において用いられる急戦調の舟囲い・elmo囲い、持久戦の構えである穴熊やミレニアムなどがある。
かつては一目散に美濃囲いに組むだけで戦える振り飛車に比べると、分岐が多く覚えるべき定跡が多いとされアマチュアには敬遠されがちだったが、21世紀に入って角交換系振り飛車や振り飛車対策としての相振り飛車の登場など振り飛車も戦術が多様化するようになってからは一概にそうとも言えなくなっている。またプロ間では居飛車も振り飛車も区別せず指しこなすオールラウンダータイプが増加している他、近年では居飛車模様の出だしから玉を右辺に移動し、飛車を最下段に引いて左辺に展開する例も多い右玉など、従来の「居飛車」と「振り飛車」の枠に捕らわれない指し方も広く指されるようになっている。

## 相居飛車
相居飛車は双方が駆け引きをしながら相手の駒組に歩調を合わせて自分の駒組をすることになることが多く、その結果として相居飛車の最序盤で先手・後手が初手から互いに損のない手を指していくと、大きく分けて矢倉・角換わり・相掛かり・横歩取りのいずれか、あるいはそのバリエーションと言える形に分かれることが多い。これに加えて角換わりが通常の角換わりと、後手番が通常より早い段階で角交換を挑む後手番一手損角換わりとに大別される場合、さらに近年流行を見せている雁木囲いも加えた大きく6つに大別して分類される事もある。なおいずれにも分類できない戦型は、単に相居飛車力戦等として一括りに呼称される例も見られる。
| 9  | 8  | 7  | 6  | 5  | 4  | 3  | 2  | 1  |    |
| 香 | 桂 | 銀 | 金 | 王 | 金 | 銀 | 桂 | 香 | 一 |
|    | 飛 |    |    |    |    |    | 角 |    | 二 |
| 歩 |    | 歩 | 歩 | 歩 | 歩 |    | 歩 | 歩 | 三 |
|    | 歩 |    |    |    |    | 歩 |    |    | 四 |
|    |    |    |    |    |    |    |    |    | 五 |
|    |    | 歩 |    |    |    |    |    |    | 六 |
| 歩 | 歩 | 銀 | 歩 | 歩 | 歩 | 歩 | 歩 | 歩 | 七 |
|    | 角 |    |    |    |    |    | 飛 |    | 八 |
| 香 | 桂 |    | 金 | 玉 | 金 | 銀 | 桂 | 香 | 九 |

| 9  | 8  | 7  | 6  | 5  | 4  | 3  | 2  | 1  |    |
| 香 | 桂 | 銀 | 金 | 王 |    | 銀 | 桂 | 香 | 一 |
|    | 飛 |    |    |    |    | 金 |    |    | 二 |
| 歩 |    | 歩 | 歩 | 歩 | 歩 |    | 歩 | 歩 | 三 |
|    |    |    |    |    |    | 歩 |    |    | 四 |
|    | 歩 |    |    |    |    |    |    |    | 五 |
|    |    | 歩 |    |    |    |    | 歩 |    | 六 |
| 歩 | 歩 | 銀 | 歩 | 歩 | 歩 | 歩 |    | 歩 | 七 |
|    |    | 金 |    |    |    |    | 飛 |    | 八 |
| 香 | 桂 |    |    | 玉 | 金 | 銀 | 桂 | 香 | 九 |

| 9  | 8  | 7  | 6  | 5  | 4  | 3  | 2  | 1  |    |
| 香 | 桂 | 銀 | 金 | 王 |    | 銀 | 桂 | 香 | 一 |
|    | 飛 |    |    |    |    | 金 | 角 |    | 二 |
| 歩 |    | 歩 | 歩 | 歩 | 歩 | 歩 |    | 歩 | 三 |
|    |    |    |    |    |    |    | 飛 |    | 四 |
|    | 歩 |    |    |    |    |    |    |    | 五 |
|    |    |    |    |    |    |    |    |    | 六 |
| 歩 | 歩 | 歩 | 歩 | 歩 | 歩 | 歩 |    | 歩 | 七 |
|    | 角 | 金 |    |    |    |    |    |    | 八 |
| 香 | 桂 | 銀 |    | 玉 | 金 | 銀 | 桂 | 香 | 九 |

| 9  | 8  | 7  | 6  | 5  | 4  | 3  | 2  | 1  |    |
| 香 | 桂 | 銀 | 金 | 王 |    | 銀 | 桂 | 香 | 一 |
|    |    |    |    |    |    | 金 | 角 |    | 二 |
| 歩 |    | 歩 | 歩 | 歩 | 歩 |    |    | 歩 | 三 |
|    |    |    |    |    |    | 飛 |    |    | 四 |
|    |    |    |    |    |    |    |    |    | 五 |
|    | 飛 | 歩 |    |    |    |    |    |    | 六 |
| 歩 |    |    | 歩 | 歩 | 歩 | 歩 |    | 歩 | 七 |
|    | 角 | 金 |    |    |    |    |    |    | 八 |
| 香 | 桂 | 銀 |    | 玉 | 金 | 銀 | 桂 | 香 | 九 |

これらの戦型ごとに様々な戦法が開発されている。相居飛車の戦法には、その戦型ならば先手でも後手でも採用可能なものもあれば、先手のみあるいは後手のみの戦法もある。
矢倉戦や角換わりでは、銀将金将を縦に並べて相手の飛車先をしっかり受け止める矢倉囲い系統の囲いを左翼に構築し、ここに玉将を囲うことが多い。一方、相掛かりや横歩取りでは、飛車先を受けないために急に戦いが始まることに加えて、飛車先交換を終えて自由になった相手の飛車が縦横無尽に走って様々な場所から攻撃を仕掛けてくるため、玉将を中央付近に置いたまま自陣全体を素早く守れる中住まい系統の囲いが使用されることが多い。

## 対振り飛車
振り飛車に対して、居飛車側としては、簡易な囲いのままですぐに攻め込む急戦か囲いすら築かない超急戦、振り飛車側と同等あるいはそれ以上に固い囲いを築いてから攻め込む持久戦かを選択できる。
急戦や超急戦については、振り飛車側の飛車を振る筋に応じて、様々な戦法がある。逆に振り飛車側も急戦を仕掛けてくる場合もある。
居飛車が持久戦を選択した場合はどのように攻めるかではなく、どのように固く玉将を囲うかに主眼が置かれることになるので、守りの戦法たる囲いの名前がそのまま狭義の戦法の名前となる。
| 9  | 8  | 7  | 6  | 5  | 4  | 3  | 2  | 1  |    |
| 香 | 桂 |    | 金 |    |    |    | 桂 | 香 | 一 |
|    | 王 | 銀 |    | 金 | 飛 |    |    |    | 二 |
|    | 歩 | 歩 | 歩 | 歩 | 銀 | 角 | 歩 | 歩 | 三 |
| 歩 |    |    |    |    | 歩 | 歩 |    |    | 四 |
|    |    |    |    |    |    |    | 歩 |    | 五 |
| 歩 |    | 歩 |    | 歩 | 銀 | 歩 |    |    | 六 |
|    | 歩 |    | 歩 |    | 歩 |    |    | 歩 | 七 |
|    | 角 | 玉 |    | 金 | 銀 |    | 飛 |    | 八 |
| 香 | 桂 |    | 金 |    |    |    | 桂 | 香 | 九 |

| 9  | 8  | 7  | 6  | 5  | 4  | 3  | 2  | 1  |    |
| 香 | 桂 | 銀 | 金 |    | 金 | 銀 |    | 龍 | 一 |
|    |    |    | 王 | 飛 |    |    |    |    | 二 |
| 歩 | 歩 | 歩 | 歩 |    | 歩 | 角 |    | 歩 | 三 |
|    |    |    |    |    |    | 歩 |    |    | 四 |
|    |    |    |    | 桂 |    |    |    |    | 五 |
|    |    | 歩 |    | 歩 |    |    |    |    | 六 |
| 歩 | 歩 |    | 歩 | 角 | 歩 | 歩 |    | 歩 | 七 |
|    |    |    | 金 |    |    |    |    |    | 八 |
| 香 | 馬 |    |    | 玉 |    | 銀 | 桂 | 香 | 九 |

| 9  | 8  | 7  | 6  | 5  | 4  | 3  | 2  | 1  |    |
| 香 | 桂 |    | 金 |    |    |    | 桂 | 香 | 一 |
|    | 王 | 銀 |    |    |    |    | 飛 |    | 二 |
|    | 歩 | 歩 | 金 | 歩 | 銀 | 角 | 歩 |    | 三 |
| 歩 |    |    | 歩 |    | 歩 | 歩 |    | 歩 | 四 |
|    |    |    |    |    |    |    | 歩 |    | 五 |
|    |    | 歩 |    | 歩 |    |    |    |    | 六 |
| 歩 | 歩 | 角 | 歩 | 銀 | 歩 | 歩 |    | 歩 | 七 |
| 香 | 銀 | 金 |    |    |    |    | 飛 |    | 八 |
| 玉 | 桂 | 金 |    |    |    |    | 桂 | 香 | 九 |

囲いについては、居飛車側も振り飛車側も飛車と反対側（居飛車は左翼、振り飛車は右翼）に玉将を移動し、相手の飛車が横から攻めてくるため、横からの攻めに強い形の囲いを構築するのが一般的である。
居飛車側の囲いは、急戦ならば固くはないが短手数で囲える舟囲い系統の囲い、持久戦ならば手数はかかるが固い穴熊系統の囲いが選択されることが多い。
振り飛車側は囲いは、短手数で囲えて固い美濃囲い系統の囲いが主に使われる。この他、居飛車側が美濃囲いを構築する左美濃や振り飛車側が穴熊囲いを構築する振り飛車穴熊などもある。

## 居飛車の戦法

### 相居飛車
- 矢倉戦
  - 相矢倉：矢倉3七桂4七銀・3七桂型、雀刺し、4八銀・3七桂・2九飛型、矢倉3七銀加藤流、4六銀・3七桂型（有吉流、灘式）、3六銀・3七桂型三手角／4六角型、脇システム、矢倉棒銀、矢倉早繰り銀、森下システム、矢倉早囲い、四手角・相総矢倉（千日手矢倉）、同型矢倉、銀矢倉（腰掛け銀、袖飛車式3八飛戦法）
  - 急戦矢倉：米長流急戦矢倉（田丸流、藤森式）、阿久津流急戦矢倉（中原流、郷田流、渡辺流）、矢倉中飛車、右四間飛車（腰掛け銀型）、△6二飛戦法、原始棒銀、カニカニ銀/カニカニ金、忍者銀、升田式早繰り銀、極限早繰り銀、居角左美濃急戦
  - 変化型：▲3五歩早仕掛け、雁木、陽動振り飛車、無理矢理矢倉

- 角換わり
  - 腰掛け銀：相腰掛け銀／木村定跡、駅馬車定跡他。対棒銀
  - その他：早繰り銀、棒銀、筋違い角
  - 後手一手損角換わり（角換わりとは独立した戦型として扱われることもある）

- 相掛かり
  - 相居飛車型：原始棒銀、棒銀#相掛かり棒銀、塚田スペシャル、相掛かり#新旧対抗型相掛かり、早繰り銀#相掛かり、中原流相掛かり（早繰り銀他）、中原飛車（5六飛）、飛車先交換腰掛け銀・鎖鎌銀、UFO銀、再横歩取り
  - 変化型：ひねり飛車（縦歩取り）

- 横歩取り
  - 横歩取り△3三角：空中戦法（内藤流）、中原流、中座飛車（横歩取り△8五飛）、3三飛成戦法（竹部流）
  - その他：横歩取り△3三桂、横歩取り△2三歩、横歩取り△4五角、相横歩取り、横歩取り△4四角

### 対抗型
- 対振り飛車全般
  - 引き角・雁木囲い
  - 居飛車穴熊戦法（引き角型、居角型、角交換型）
  - 左美濃戦法（引き角型、居角型、角交換型）、端美濃・串カツ戦法
  - 位取り戦法（引き角型、居角型、角交換型）、玉頭位取り戦法、6筋（4筋）位取り、5筋位取り戦法
  - トーチカ戦法ミレニアム（引き角型、居角型、角交換型）、ホラ囲い
  - 糸谷流右玉
  - 飯島流引き角戦法
  - 地下鉄飛車
  - 鳥刺し・嬉野流
  - 棒銀・斜め棒銀・居飛車舟囲い急戦

- 対中飛車
  - 対ノーマル中飛車：棒銀・斜め棒銀、山田定跡#振り飛車△4三銀型に対する斜め棒銀、二枚銀3八飛戦法型、加藤流袖飛車、4六金戦法、英春流右四間
  - 対ゴキゲン中飛車：横歩取り (対中飛車)、▲5八金右超急戦、超速▲3七銀、丸山ワクチン、対中飛車角道不突き左美濃（都成流）、阿部流端角

- 対四間飛車
  - 左銀急戦：4六銀左戦法・斜め棒銀・準急戦（▲3六銀型、二枚銀）・山田定跡・4五歩早仕掛け・鷺宮定跡、ポンポン桂左銀型、中原流端角
  - その他：4六銀右戦法・斜め棒銀・3八飛型、右四間飛車、ポンポン桂右銀型

- 対三間飛車
  - 対ノーマル三間飛車他：三間飛車破り4六銀急戦・7五歩早仕掛け、4五歩早仕掛け・二枚銀、三歩突き捨て急戦、英春流右四間
  - 対石田流三間飛車：棒金、きmきm金、二枚銀3八飛（7二飛）型

- 対向かい飛車
  - 4六銀（左銀・右銀）戦法、5七金戦法（金立ち戦法）

## 居飛車の囲い

### 相居飛車
- 矢倉・角換わりの囲い
  - 矢倉囲い系統：金矢倉、銀矢倉、総矢倉、片矢倉（天野矢倉・半矢倉）、へこみ矢倉、菱矢倉、流れ矢倉、菊水矢倉（しゃがみ矢倉）、富士見矢倉、土居矢倉、高矢倉、角矢倉、矢倉穴熊、カブト囲い
  - その他：雁木囲い、右玉、カニ囲い

- 相掛かり・横歩取りの囲い
  - 中住まい系統：中住まい、金開き、アヒル囲い、中原囲い、イチゴ囲い
  - その他：カタ囲い

### 対抗型
- 急戦
  - 舟囲い系統：舟囲い（7九銀型・6八銀型・5七銀右型（菱囲い）・5七銀左型）、箱入り娘、セメント囲い、二枚囲い、elmo囲い、変形矢倉、居飛車金無双

- 持久戦
  - 居飛車穴熊系統：四枚穴熊（7八金型）、6七金型穴熊、田尻穴熊、松尾流穴熊、神吉流、史上最強の囲いビッグ4、銀冠穴熊
  - 左美濃系統：左美濃、天守閣美濃8七玉型、四枚美濃、銀冠、米長玉銀冠、端美濃・串カツ囲い、角道不突・平美濃（2二玉型、3一玉型）
  - 位取り系統：5筋位取り多伝囲い、6筋位取り金美濃、玉頭位取り銀立ち矢倉
  - 中段玉系統：珍玉空中楼閣、四段端玉
  - その他：ミレニアム囲い（カマクラ・カマボコ・トーチカとも）、地下鉄飛車

## 居飛車党
居飛車を主に採用する棋士は「居飛車党」と呼ばれる。

### 主な居飛車党の棋士
- 木村義雄 - 実力制初代名人/十四世名人。角換わり将棋における「木村定跡」を開発。
- 山田道美 - 対振り飛車研究の第一人者で、打倒大山康晴を掲げ「山田定跡」を完成させた。
- 加藤一二三 - 元名人。棒銀、矢倉▲3七銀戦法や、対三間飛車三歩突き捨て急戦、対中飛車5七銀右袖飛車型などの対振り飛車における居飛車舟囲い急戦の礎を築き上げた。
- 中原誠 - 十六世名人。横歩取り中原囲い、中原流相掛かりは有名。
- 米長邦雄 - 元名人で永世棋聖。米長流急戦矢倉など、矢倉の研究において後進の棋士たちに大きな影響を与えた。
- 田中寅彦 - 居飛車穴熊、飛車先不突矢倉、無理矢理矢倉など序盤戦術の躍進に貢献した。
- 谷川浩司 - 十七世名人。角換わり腰掛け銀と切れ味鋭い終盤の寄せを得意とする。
- 森下卓 - 相矢倉の革命的戦法である森下システムの創始者。
- 森内俊之 - 十八世名人。
- 羽生善治 - 十九世名人、永世七冠。稀に振り飛車を採用して話題になることはあるが、基本的には（9割）居飛車を採用する。
- 丸山忠久 - 実力制第十一代名人。横歩取り8五飛と角換わりを原動力にして名人位を奪取した。
- 郷田真隆 - 初手に飛車先の歩を突くことが多い居飛車の本格派。
- 木村一基 - 激しい将棋でも徹底して受ける棋風。
- 渡辺明 - 初代永世竜王。居飛車穴熊を得意とし、対振り飛車以外の戦形でもしばしば用いる。
- 清水市代 - 女流タイトル獲得数記録保持者。相掛かりや急戦、右四間飛車など力戦調の将棋を得意とする。
- 藤井聡太 - 最年少棋戦優勝、連勝記録保持者、史上唯一の八冠達成者。角換わりを得意とする。後手を握った2手目はほとんど△8四歩と飛先を突く。